# Sant Esteve de Vinyoles (les Masies de Voltregà)
Sant Esteve de Vinyoles és una església de les Masies de Voltregà (Osona) inclosa a l'Inventari del Patrimoni Arquitectònic de Catalunya.

## Descripció
Aquesta església és d'una única nau amb un petit creuer on s'ubiquen les capelles laterals. Al davant del temple s'hi forma un atri porticat. El portal d'entrada és de mig punt amb dovelles de pedra picada que descriuen una forma estrellada. Exteriorment, el teulat descriu diversos cossos coberts independentment. L'interior és cobert per arcs parabòlics de pedra picada, i al creuer s'hi alça una llanterna amb forma cònica. Als murs laterals hi ha obertures amb vitralls. Als peus s'hi descriuen finestres graonades i es pot veure un òcul, també amb vitralls. Està adornada amb pintures murals de l'artista torellonenc Rifà.
Al seu interior es conserva un retaule de la Santa Cova o Cripta del santuari del segle XX (1950) de Josep Mª Camps i Arnau.

## Història
Aquesta església es construí en formar-se el nou poble de Vinyoles, als peus de la carretera de Barcelona a Puigcerdà, convertint-se en església parroquial en detriment de l'antiga, situada a la part alta del poble, la qual és d'estil romànic.
És dedicada a Sant Esteve protomàrtir. Edificada amb la col·laboració de tot el poble sobre el solar cedit per Maria Rovira del mas Ordeig i segons el projecte de l'arquitecte Jordi Bonet i Armengol.
El bisbe auxiliar de Vic, Ramón Masnou, col·locà la primera pedra el dia 23 d'abril de 1953 i s'inaugurà el 19 de juny de 1955.